# Australian Institute of Aboriginal and Torres Strait Islander Studies

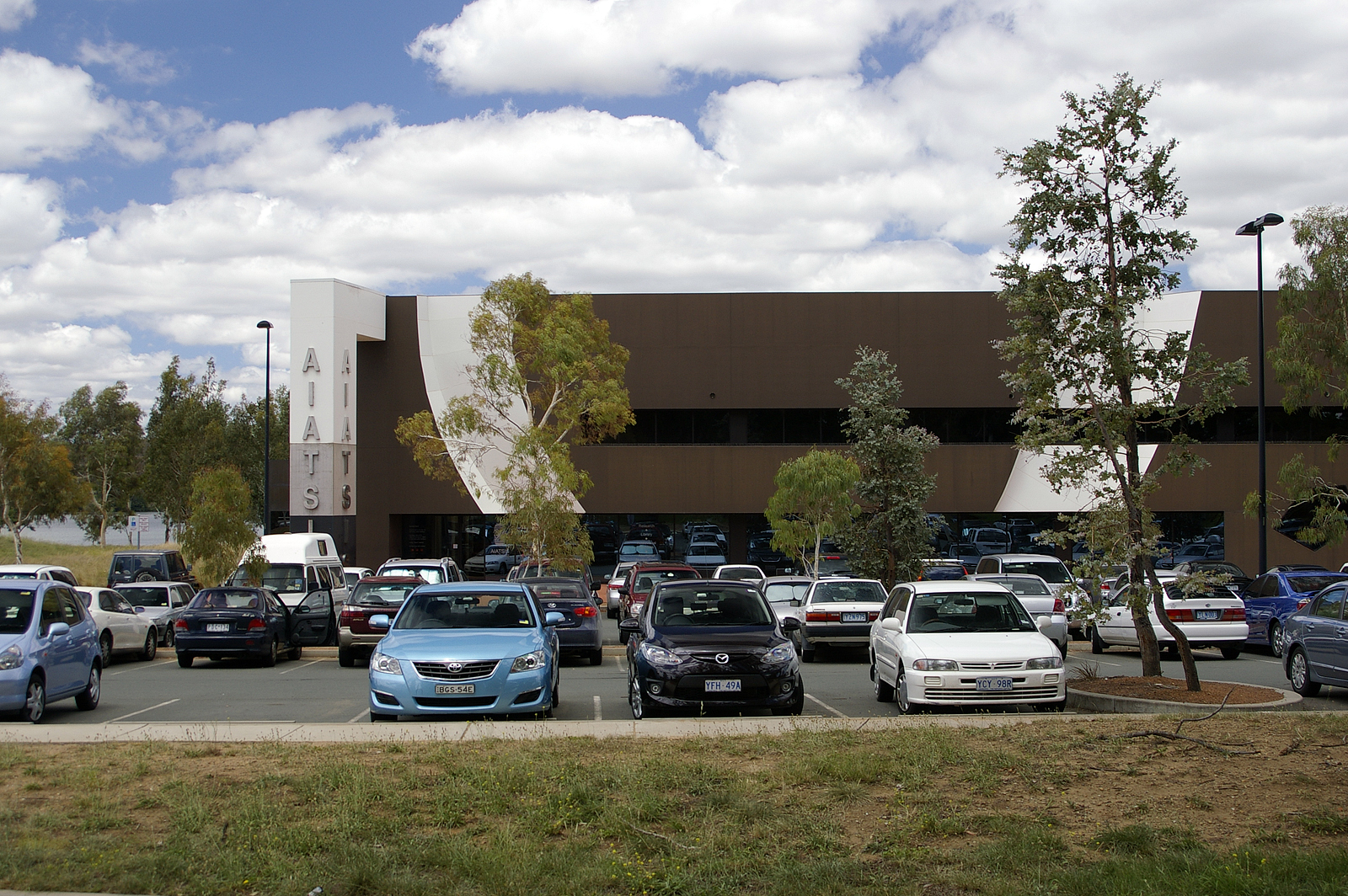
Prédio da AIATSIS

O Australian Institute of Aboriginal and Torres Strait Islander Studies (AIATSIS) é uma organização independente do governo australiano. É a primeira instituição da Austrália que tem objetivo de reunir informações sobre as culturas e estilos de vida dos aborígenes e povos da Torres Strait Islanders. Sua sede está localizada na península Acton, em Canberra.